# Моду Саді Діаньє
Моду Саді Діаньє (5 грудня 1954) — сенегальський баскетболіст.
Учасник Олімпійських Ігор 1980 року.